# Campeonato Ecuatoriano de Fútbol Serie B 1976
El Campeonato Ecuatoriano de Fútbol Serie B 1976, conocido oficialmente como «Campeonato Nacional de Fútbol Serie B 1976», fue la 7.ª y 8.ª edición del Campeonato nacional de fútbol profesional de la Serie B en Ecuador si se cuentan como torneos cortos y 5.ª en años. El torneo fue organizado por la Asociación Ecuatoriana de Fútbol (hoy Federación Ecuatoriana de Fútbol). para esta edición del torneo la AEF (hoy FEF), había abolido el formato de torneos largos, y regresado a torneos cortos es decir para poder definir al campeón y subcampeón del torneo y por ende a los que ascendería a Serie A a mitad de temporada.
Carmen Mora obtuvo su primer título en su historia al lograr ganar la Primera etapa y Liga Deportiva Universitaria de Portoviejo logró su segundo título en el de la Segunda etapa.

## Sistema de juego
El Campeonato Ecuatoriano de la Serie B 1976 se jugó de la siguiente manera:
Primera etapa
Se jugó en encuentros de ida y vuelta (18 fechas) de las cuales los dos equipos el mejor de la tabla sería proclamado campeón y al segundo mejor ubicado sería el subcampeón así mismo ambos equipos jugarían en la 2.ª etapa del Campeonato Ecuatoriano de Fútbol 1976.
Segunda etapa
Se jugó en encuentros de ida y vuelta (18 fechas) de los cuales los equipos con mayor cantidad de puntos serían reconocidos como campeón y subcampeón y lograrían jugar en el Campeonato Ecuatoriano de Fútbol 1977, mientras que para los juegos de promoción por el descenso a la Segunda Categoría, se definiría en un juego de permanencia entre los dos equipos de menor puntaje en la segunda etapa en juegos de ida y vuelta.

## Primera etapa

### Relevo semestral de clubes
| Pos. | de la Segunda etapa de la Serie A |
| ---- | --------------------------------- |
| 9º   | Deportivo Quito                   |
| 10º  | Liga de Portoviejo                |

| Pos. | de la Serie B   |
| ---- | --------------- |
| 1º   | Audaz Octubrino |
| 2º   | 9 de Octubre    |

| Pos. | de la Serie B |
| ---- | ------------- |
| 10º  | Libertad      |

| Pos. | de la Segunda Categoría |
| ---- | ----------------------- |
| 1º   | Macará                  |

### Datos de los clubes
| Equipo                | Ciudad                                                | Provincia  |
| --------------------- | ----------------------------------------------------- | ---------- |
| Carmen Mora           | Machala / Pasaje                                      | El Oro     |
| Deportivo Quito       | Quito                                                 | Pichincha  |
| Liga de Cuenca        | Cuenca                                                | Azuay      |
| Liga de Portoviejo    | Portoviejo                                            | Manabí     |
| Luq San               | Guayaquil                                             | Guayas     |
| Macará                | Ambato                                                | Tungurahua |
| Manta Sport           | [[Archivo:\|20x20px\|border\|Bandera de Manta]] Manta | Manabí     |
| Olmedo                | Riobamba                                              | Chimborazo |
| Técnico Universitario | Ambato                                                | Tungurahua |
| U. D. Valdez          | Milagro                                               | Guayas     |

### Equipos por ubicación geográfica
| Provincia  | N.º | Equipos                            |
| ---------- | --- | ---------------------------------- |
| Guayas     | 2   | - Luq San - U. D. Valdez           |
| Manabí     | 2   | - Liga de Portoviejo - Manta Sport |
| Tungurahua | 2   | - Macará - Técnico Universitario   |
| Azuay      | 1   | - Liga de Cuenca                   |
| Chimborazo | 1   | - Olmedo                           |
| El Oro     | 1   | - Carmen Mora                      |
| Pichincha  | 1   | - Deportivo Quito                  |

|  |

### Partidos y resultados
| Fecha 1               | Fecha 1   | Fecha 1            |
| Equipo Local          | Resultado | Equipo Visitante   |
| --------------------- | --------- | ------------------ |
| Manta Sport           | 3 - 0     | Olmedo             |
| Carmen Mora           | 1 - 0     | Luq San            |
| Liga de Cuenca        | 4 - 2     | Macará             |
| Técnico Universitario | 1 - 1     | U. D. Valdez       |
| Deportivo Quito       | 0 - 0     | Liga de Portoviejo |

| Fecha 2            | Fecha 2   | Fecha 2               |
| Equipo Local       | Resultado | Equipo Visitante      |
| ------------------ | --------- | --------------------- |
| Luq San            | 0 - 1     | U. D. Valdez          |
| Carmen Mora        | 4 - 0     | Manta Sport           |
| Liga de Portoviejo | 2 - 1     | Liga de Cuenca        |
| Macará             | 0 - 1     | Deportivo Quito       |
| Olmedo             | 2 - 2     | Técnico Universitario |

| Fecha 3               | Fecha 3   | Fecha 3            |
| Equipo Local          | Resultado | Equipo Visitante   |
| --------------------- | --------- | ------------------ |
| Luq San               | 2 - 1     | Olmedo             |
| Manta Sport           | 2 - 2     | Liga de Portoviejo |
| Liga de Cuenca        | 3 - 1     | U. D. Valdez       |
| Técnico Universitario | 0 - 2     | Macará             |
| Deportivo Quito       | 1 - 1     | Carmen Mora        |

| Fecha 4      | Fecha 4   | Fecha 4               |
| Equipo Local | Resultado | Equipo Visitante      |
| ------------ | --------- | --------------------- |
| U. D. Valdez | 1 - 1     | Deportivo Quito       |
| Manta Sport  | 4 - 1     | Técnico Universitario |
| Carmen Mora  | 0 - 2     | Liga de Portoviejo    |
| Macará       | 3 - 2     | Luq San               |
| Olmedo       | 2 - 0     | Liga de Cuenca        |

| Fecha 5               | Fecha 5   | Fecha 5          |
| Equipo Local          | Resultado | Equipo Visitante |
| --------------------- | --------- | ---------------- |
| Liga de Portoviejo    | 3 - 2     | Macará           |
| Liga de Cuenca        | 4 - 3     | Luq San          |
| Técnico Universitario | 1 - 2     | Carmen Mora      |
| Olmedo                | 0 - 4     | U. D. Valdez     |
| Deportivo Quito       | 3 - 0     | Manta Sport      |

| Fecha 6               | Fecha 6   | Fecha 6            |
| Equipo Local          | Resultado | Equipo Visitante   |
| --------------------- | --------- | ------------------ |
| Luq San               | 2 - 1     | Deportivo Quito    |
| Manta Sport           | 2 - 1     | Macará             |
| Carmen Mora           | 0 - 1     | U. D. Valdez       |
| Técnico Universitario | 0 - 1     | Liga de Cuenca     |
| Olmedo                | 1 - 2     | Liga de Portoviejo |

| Fecha 7            | Fecha 7   | Fecha 7               |
| Equipo Local       | Resultado | Equipo Visitante      |
| ------------------ | --------- | --------------------- |
| U. D. Valdez       | 2 - 1     | Manta Sport           |
| Carmen Mora        | 2 - 1     | Liga de Cuenca        |
| Liga de Portoviejo | 1 - 0     | Luq San               |
| Macará             | 0 - 0     | Olmedo                |
| Deportivo Quito    | 0 - 0     | Técnico Universitario |

| Fecha 8               | Fecha 8   | Fecha 8            |
| Equipo Local          | Resultado | Equipo Visitante   |
| --------------------- | --------- | ------------------ |
| Manta Sport           | 3 - 1     | Luq San            |
| U. D. Valdez          | 0 - 0     | Macará             |
| Liga de Cuenca        | 1 - 2     | Deportivo Quito    |
| Técnico Universitario | 2 - 1     | Liga de Portoviejo |
| Olmedo                | 1 - 1     | Carmen Mora        |

| Fecha 9            | Fecha 9   | Fecha 9               |
| Equipo Local       | Resultado | Equipo Visitante      |
| ------------------ | --------- | --------------------- |
| Luq San            | 0 - 1     | Técnico Universitario |
| Liga de Portoviejo | 0 - 0     | U. D. Valdez          |
| Liga de Cuenca     | 3 - 1     | Manta Sport           |
| Macará             | 0 - 1     | Carmen Mora           |
| Deportivo Quito    | 3 - 2     | Olmedo                |

| Fecha 10           | Fecha 10  | Fecha 10              |
| Equipo Local       | Resultado | Equipo Visitante      |
| ------------------ | --------- | --------------------- |
| Luq San            | 0 - 7     | Carmen Mora           |
| U. D. Valdez       | 1 - 2     | Técnico Universitario |
| Liga de Portoviejo | 0 - 0     | Deportivo Quito       |
| Macará             | 5 - 2     | Liga de Cuenca        |
| Olmedo             | 1 - 0     | Manta Sport           |

| Fecha 11              | Fecha 11  | Fecha 11           |
| Equipo Local          | Resultado | Equipo Visitante   |
| --------------------- | --------- | ------------------ |
| Manta Sport           | 0 - 2     | Carmen Mora        |
| U. D. Valdez          | 1 - 1     | Luq San            |
| Liga de Cuenca        | 1 - 1     | Liga de Portoviejo |
| Técnico Universitario | 0 - 0     | Olmedo             |
| Deportivo Quito       | 4 - 1     | Macará             |

| Fecha 12              | Fecha 12  | Fecha 12         |
| Equipo Local          | Resultado | Equipo Visitante |
| --------------------- | --------- | ---------------- |
| Luq San               | 1 - 1     | Macará           |
| Liga de Portoviejo    | 0 - 1     | Carmen Mora      |
| Liga de Cuenca        | 2 - 0     | Olmedo           |
| Técnico Universitario | 1 - 2     | Manta Sport      |
| Deportivo Quito       | 0 - 0     | U. D. Valdez     |

| Fecha 13           | Fecha 13  | Fecha 13              |
| Equipo Local       | Resultado | Equipo Visitante      |
| ------------------ | --------- | --------------------- |
| U. D. Valdez       | 0 - 0     | Liga de Cuenca        |
| Carmen Mora        | 0 - 1     | Deportivo Quito       |
| Liga de Portoviejo | 0 - 2     | Manta Sport           |
| Macará             | 0 - 1     | Técnico Universitario |
| Olmedo             | 0 - 0     | Luq San               |

| Fecha 14     | Fecha 14  | Fecha 14              |
| Equipo Local | Resultado | Equipo Visitante      |
| ------------ | --------- | --------------------- |
| Luq San      | 2 - 0     | Liga de Cuenca        |
| Manta Sport  | 3 - 0     | Deportivo Quito       |
| Carmen Mora  | 3 - 0     | Técnico Universitario |
| U. D. Valdez | 2 - 0     | Olmedo                |
| Macará       | 4 - 2     | Liga de Portoviejo    |

| Fecha 15           | Fecha 15  | Fecha 15              |
| Equipo Local       | Resultado | Equipo Visitante      |
| ------------------ | --------- | --------------------- |
| U. D. Valdez       | 1 - 1     | Carmen Mora           |
| Liga de Portoviejo | 1 - 0     | Olmedo                |
| Liga de Cuenca     | 1 - 0     | Técnico Universitario |
| Macará             | 1 - 0     | Manta Sport           |
| Deportivo Quito    | 3 - 0     | Luq San               |

| Fecha 16              | Fecha 16  | Fecha 16           |
| Equipo Local          | Resultado | Equipo Visitante   |
| --------------------- | --------- | ------------------ |
| Luq San               | 2 - 1     | Liga de Portoviejo |
| Manta Sport           | 1 - 4     | U. D. Valdez       |
| Liga de Cuenca        | 2 - 1     | Carmen Mora        |
| Técnico Universitario | 0 - 4     | Deportivo Quito    |
| Olmedo                | 0 - 1     | Macará             |

| Fecha 17           | Fecha 17  | Fecha 17              |
| Equipo Local       | Resultado | Equipo Visitante      |
| ------------------ | --------- | --------------------- |
| Luq San            | 0 - 1     | Manta Sport           |
| Carmen Mora        | 1 - 0     | Olmedo                |
| Liga de Portoviejo | 1 - 0     | Técnico Universitario |
| Macará             | 1 - 1     | U. D. Valdez          |
| Deportivo Quito    | 1 - 0     | Liga de Cuenca        |

| Fecha 18              | Fecha 18  | Fecha 18           |
| Equipo Local          | Resultado | Equipo Visitante   |
| --------------------- | --------- | ------------------ |
| Manta Sport           | 1 - 1     | Liga de Cuenca     |
| U. D. Valdez          | 2 - 0     | Liga de Portoviejo |
| Carmen Mora           | 4 - 2     | Macará             |
| Técnico Universitario | 5 - 0     | Luq San            |
| Olmedo                | 0 - 0     | Deportivo Quito    |

### Tabla de posiciones
|  |  |     | Equipo                | PJ | PG | PE | PP | GF | GC | DG  | PTS |
|  |  | --- | --------------------- | -- | -- | -- | -- | -- | -- | --- | --- |
|  |  | 1.  | Carmen Mora           | 18 | 11 | 3  | 4  | 32 | 13 | +19 | 25  |
|  |  | 2.  | Deportivo Quito       | 18 | 9  | 6  | 3  | 25 | 11 | +14 | 24  |
|  |  | 3.  | U. D. Valdez          | 18 | 7  | 9  | 2  | 23 | 12 | +11 | 23  |
|  |  | 4.  | Liga de Cuenca        | 18 | 8  | 3  | 7  | 27 | 25 | +2  | 19  |
|  |  | 5.  | Liga de Portoviejo    | 18 | 7  | 5  | 6  | 19 | 21 | -2  | 19  |
|  |  | 6.  | Manta Sport           | 18 | 8  | 2  | 8  | 26 | 27 | -1  | 18  |
|  |  | 7.  | Macará                | 18 | 6  | 4  | 8  | 26 | 28 | -2  | 16  |
|  |  | 8.  | Técnico Universitario | 18 | 5  | 4  | 9  | 17 | 25 | -8  | 14  |
|  |  | 9.  | Luq San               | 18 | 4  | 4  | 10 | 16 | 35 | -19 | 12  |
|  |  | 10. | Olmedo                | 18 | 2  | 6  | 10 | 10 | 24 | -14 | 10  |

PJ = Partidos jugados; PG = Partidos ganados; PE = Partidos empatados; PP = Partidos perdidos; GF = Goles a favor; GC = Goles en contra; DG = Diferencia de gol; PTS = Puntos
|  | Campeón, ascendió a la Segunda etapa de la Serie A 1976.    |
|  | Subcampeón, ascendió a la Segunda etapa de la Serie A 1976. |

### Campeón
|                                                                                                   |
| Club Deportivo Carmen Mora de Encalada 1.er título Ascendió a la Segunda etapa de la Serie A 1976 |
| También ascendió Sociedad Deportivo Quito como subcampeón.                                        |

## Segunda etapa

### Relevo semestral de clubes
| Pos. | de la Primera etapa de la Serie A |
| ---- | --------------------------------- |
| 9º   | América de Quito                  |
| 10º  | 9 de Octubre                      |

| Pos. | de la Primera etapa de la Serie B |
| ---- | --------------------------------- |
| 1º   | Carmen Mora                       |
| 2º   | Deportivo Quito                   |

### Datos de los clubes
| Equipo                | Ciudad                                                | Provincia  |
| --------------------- | ----------------------------------------------------- | ---------- |
| América de Quito      | Quito                                                 | Pichincha  |
| Liga de Cuenca        | Cuenca                                                | Azuay      |
| Liga de Portoviejo    | Portoviejo                                            | Manabí     |
| Luq San               | Guayaquil                                             | Guayas     |
| Macará                | Ambato                                                | Tungurahua |
| Manta Sport           | [[Archivo:\|20x20px\|border\|Bandera de Manta]] Manta | Manabí     |
| Olmedo                | Riobamba                                              | Chimborazo |
| Técnico Universitario | Ambato                                                | Tungurahua |
| U. D. Valdez          | Milagro                                               | Guayas     |
| 9 de Octubre          | Guayaquil                                             | Guayas     |

### Equipos por ubicación geográfica
| Provincia  | N.º | Equipos                                 |
| ---------- | --- | --------------------------------------- |
| Guayas     | 3   | - Luq San - U. D. Valdez - 9 de Octubre |
| Manabí     | 2   | - Liga de Portoviejo - Manta Sport      |
| Tungurahua | 2   | - Macará - Técnico Universitario        |
| Azuay      | 1   | - Liga de Cuenca                        |
| Chimborazo | 1   | - Olmedo                                |
| Pichincha  | 1   | - América de Quito                      |

|  |

### Partidos y resultados
| Fecha 1            | Fecha 1   | Fecha 1               |
| Equipo Local       | Resultado | Equipo Visitante      |
| ------------------ | --------- | --------------------- |
| Manta Sport        | 1 - 1     | Liga de Cuenca        |
| Liga de Portoviejo | 2 - 0     | 9 de Octubre          |
| Macará             | 1 - 1     | U. D. Valdez          |
| Olmedo             | 0 - 0     | Luq San               |
| América de Quito   | 1 - 0     | Técnico Universitario |

| Fecha 2               | Fecha 2   | Fecha 2          |
| Equipo Local          | Resultado | Equipo Visitante |
| --------------------- | --------- | ---------------- |
| Luq San               | 1 - 0     | Macará           |
| U. D. Valdez          | 3 - 0     | 9 de Octubre     |
| Liga de Portoviejo    | 2 - 0     | Olmedo           |
| Liga de Cuenca        | 0 - 1     | América de Quito |
| Técnico Universitario | 3 - 0     | Manta Sport      |

| Fecha 3          | Fecha 3   | Fecha 3               |
| Equipo Local     | Resultado | Equipo Visitante      |
| ---------------- | --------- | --------------------- |
| 9 de Octubre     | 2 - 3     | Técnico Universitario |
| Manta Sport      | 3 - 1     | Luq San               |
| Macará           | 3 - 2     | Liga de Cuenca        |
| Olmedo           | 2 - 0     | U. D. Valdez          |
| América de Quito | 1 - 0     | Liga de Portoviejo    |

| Fecha 4            | Fecha 4   | Fecha 4               |
| Equipo Local       | Resultado | Equipo Visitante      |
| ------------------ | --------- | --------------------- |
| Luq San            | 4 - 1     | América de Quito      |
| U. D. Valdez       | 0 - 1     | Manta Sport           |
| Liga de Portoviejo | 3 - 1     | Macará                |
| Liga de Cuenca     | 1 - 0     | 9 de Octubre          |
| Olmedo             | 1 - 0     | Técnico Universitario |

| Fecha 5               | Fecha 5   | Fecha 5            |
| Equipo Local          | Resultado | Equipo Visitante   |
| --------------------- | --------- | ------------------ |
| Luq San               | 1 - 1     | U. D. Valdez       |
| Manta Sport           | 1 - 2     | Liga de Portoviejo |
| Técnico Universitario | 2 - 1     | Liga de Cuenca     |
| Olmedo                | 1 - 1     | Macará             |
| América de Quito      | 1 - 1     | 9 de Octubre       |

| Fecha 6            | Fecha 6   | Fecha 6               |
| Equipo Local       | Resultado | Equipo Visitante      |
| ------------------ | --------- | --------------------- |
| 9 de Octubre       | 2 - 1     | Manta Sport           |
| Liga de Portoviejo | 5 - 1     | Luq San               |
| Liga de Cuenca     | 2 - 1     | U. D. Valdez          |
| Macará             | 1 - 1     | Técnico Universitario |
| Olmedo             | 1 - 1     | América de Quito      |

| Fecha 7               | Fecha 7   | Fecha 7          |
| Equipo Local          | Resultado | Equipo Visitante |
| --------------------- | --------- | ---------------- |
| Luq San               | 0 - 0     | 9 de Octubre     |
| Manta Sport           | 3 - 1     | Olmedo           |
| Liga de Portoviejo    | 3 - 0     | Liga de Cuenca   |
| Técnico Universitario | 0 - 1     | U. D. Valdez     |
| América de Quito      | 2 - 1     | Macará           |

| Fecha 8               | Fecha 8   | Fecha 8            |
| Equipo Local          | Resultado | Equipo Visitante   |
| --------------------- | --------- | ------------------ |
| 9 de Octubre          | 2 - 0     | Macará             |
| Manta Sport           | 0 - 0     | América de Quito   |
| U. D. Valdez          | 2 - 2     | Liga de Portoviejo |
| Liga de Cuenca        | 1 - 0     | Olmedo             |
| Técnico Universitario | 3 - 0     | Luq San            |

| Fecha 9            | Fecha 9   | Fecha 9               |
| Equipo Local       | Resultado | Equipo Visitante      |
| ------------------ | --------- | --------------------- |
| Luq San            | 2 - 1     | Liga de Cuenca        |
| Liga de Portoviejo | 3 - 0     | Técnico Universitario |
| Macará             | 2 - 2     | Manta Sport           |
| Olmedo             | 1 - 1     | 9 de Octubre          |
| América de Quito   | 1 - 1     | U. D. Valdez          |

| Fecha 10              | Fecha 10  | Fecha 10           |
| Equipo Local          | Resultado | Equipo Visitante   |
| --------------------- | --------- | ------------------ |
| Luq San               | 2 - 0     | Olmedo             |
| 9 de Octubre          | 0 - 2     | Liga de Portoviejo |
| U. D. Valdez          | 2 - 1     | Macará             |
| Liga de Cuenca        | 0 - 2     | Manta Sport        |
| Técnico Universitario | 1 - 0     | América de Quito   |

| Fecha 11         | Fecha 11  | Fecha 11              |
| Equipo Local     | Resultado | Equipo Visitante      |
| ---------------- | --------- | --------------------- |
| 9 de Octubre     | 1 - 1     | U. D. Valdez          |
| Manta Sport      | 0 - 0     | Técnico Universitario |
| Macará           | 1 - 0     | Luq San               |
| Olmedo           | 1 - 1     | Liga de Portoviejo    |
| América de Quito | 4 - 0     | Liga de Cuenca        |

| Fecha 12              | Fecha 12  | Fecha 12         |
| Equipo Local          | Resultado | Equipo Visitante |
| --------------------- | --------- | ---------------- |
| Luq San               | 1 - 2     | Manta Sport      |
| U. D. Valdez          | 1 - 0     | Olmedo           |
| Liga de Portoviejo    | 4 - 2     | América de Quito |
| Liga de Cuenca        | 2 - 0     | Macará           |
| Técnico Universitario | 2 - 2     | 9 de Octubre     |

| Fecha 13              | Fecha 13  | Fecha 13           |
| Equipo Local          | Resultado | Equipo Visitante   |
| --------------------- | --------- | ------------------ |
| 9 de Octubre          | 3 - 1     | Liga de Cuenca     |
| Manta Sport           | 0 - 1     | U. D. Valdez       |
| Macará                | 2 - 0     | Liga de Portoviejo |
| Técnico Universitario | 3 - 1     | Olmedo             |
| América de Quito      | 2 - 1     | Luq San            |

| Fecha 14           | Fecha 14  | Fecha 14              |
| Equipo Local       | Resultado | Equipo Visitante      |
| ------------------ | --------- | --------------------- |
| 9 de Octubre       | 0 - 1     | América de Quito      |
| U. D. Valdez       | 1 - 1     | Luq San               |
| Liga de Portoviejo | 1 - 1     | Manta Sport           |
| Liga de Cuenca     | 0 - 1     | Técnico Universitario |
| Macará             | 3 - 1     | Olmedo                |

| Fecha 15              | Fecha 15  | Fecha 15           |
| Equipo Local          | Resultado | Equipo Visitante   |
| --------------------- | --------- | ------------------ |
| Luq San               | 1 - 0     | Liga de Portoviejo |
| Manta Sport           | 1 - 1     | 9 de Octubre       |
| U. D. Valdez          | 2 - 0     | Liga de Cuenca     |
| Técnico Universitario | 1 - 0     | Macará             |
| América de Quito      | 0 - 1     | Olmedo             |

| Fecha 16       | Fecha 16  | Fecha 16              |
| Equipo Local   | Resultado | Equipo Visitante      |
| -------------- | --------- | --------------------- |
| 9 de Octubre   | 0 - 0     | Luq San               |
| U. D. Valdez   | 1 - 1     | Técnico Universitario |
| Liga de Cuenca | 1 - 1     | Liga de Portoviejo    |
| Macará         | 0 - 1     | América de Quito      |
| Olmedo         | 2 - 2     | Manta Sport           |

| Fecha 17           | Fecha 17  | Fecha 17              |
| Equipo Local       | Resultado | Equipo Visitante      |
| ------------------ | --------- | --------------------- |
| Luq San            | 3 - 0     | Técnico Universitario |
| Liga de Portoviejo | 5 - 1     | U. D. Valdez          |
| Macará             | 3 - 0     | 9 de Octubre          |
| Olmedo             | 1 - 1     | Liga de Cuenca        |
| América de Quito   | 6 - 1     | Manta Sport           |

| Fecha 18              | Fecha 18  | Fecha 18           |
| Equipo Local          | Resultado | Equipo Visitante   |
| --------------------- | --------- | ------------------ |
| 9 de Octubre          | 4 - 1     | Olmedo             |
| Manta Sport           | 4 - 0     | Macará             |
| U. D. Valdez          | 1 - 0     | América de Quito   |
| Liga de Cuenca        | 4 - 3     | Luq San            |
| Técnico Universitario | 3 - 0     | Liga de Portoviejo |

### Tabla de posiciones
|  |  |     | Equipo                | PJ | PG | PE | PP | GF | GC | DG  | PTS |
|  |  | --- | --------------------- | -- | -- | -- | -- | -- | -- | --- | --- |
|  |  | 1.  | Liga de Portoviejo    | 18 | 10 | 4  | 4  | 36 | 18 | +18 | 24  |
|  |  | 2.  | América de Quito      | 18 | 9  | 4  | 5  | 25 | 18 | +7  | 22  |
|  |  | 3.  | Técnico Universitario | 18 | 9  | 4  | 5  | 24 | 17 | +7  | 22  |
|  |  | 4.  | U. D. Valdez          | 18 | 7  | 7  | 4  | 21 | 19 | +2  | 21  |
|  |  | 5.  | Manta Sport           | 18 | 6  | 7  | 5  | 25 | 24 | +1  | 19  |
|  |  | 6.  | Luq San               | 18 | 6  | 5  | 7  | 22 | 24 | -2  | 17  |
|  |  | 7.  | 9 de Octubre          | 18 | 4  | 7  | 7  | 19 | 24 | -5  | 15  |
|  |  | 8.  | Macará                | 18 | 5  | 4  | 9  | 20 | 26 | -6  | 14  |
|  |  | 9.  | Olmedo                | 18 | 3  | 7  | 8  | 15 | 26 | -9  | 13  |
|  |  | 10. | Liga de Cuenca        | 18 | 5  | 3  | 10 | 19 | 29 | -10 | 13  |

PJ = Partidos jugados; PG = Partidos ganados; PE = Partidos empatados; PP = Partidos perdidos; GF = Goles a favor; GC = Goles en contra; DG = Diferencia de gol; PTS = Puntos
|  | Campeón, ascendió a la Serie A 1977.    |
|  | Subcampeón, ascendió a la Serie A 1977. |

### Campeón
|                                                                                  |
| Liga Deportiva Universitaria de Portoviejo 2.° título Ascendió a la Serie A 1977 |
| También ascendió Club Deportivo América como subcampeón.                         |

## Tabla acumulada
|  |  |     | Equipo                | PJ | PG | PE | PP | GF | GC | DG  | PTS |
|  |  | --- | --------------------- | -- | -- | -- | -- | -- | -- | --- | --- |
|  |  | 1.  | U. D. Valdez          | 36 | 14 | 16 | 6  | 44 | 31 | +13 | 44  |
|  |  | 2.  | Liga de Portoviejo    | 18 | 17 | 9  | 10 | 55 | 39 | +16 | 43  |
|  |  | 3.  | Manta Sport           | 36 | 14 | 9  | 13 | 51 | 51 | 0   | 37  |
|  |  | 4.  | Técnico Universitario | 36 | 14 | 8  | 14 | 41 | 42 | -1  | 36  |
|  |  | 5.  | Liga de Cuenca        | 36 | 13 | 6  | 17 | 46 | 54 | -8  | 32  |
|  |  | 6.  | Macará                | 36 | 11 | 8  | 17 | 46 | 54 | -8  | 30  |
|  |  | 7.  | Luq San               | 36 | 10 | 9  | 17 | 38 | 59 | -21 | 29  |
|  |  | 8.  | Carmen Mora           | 18 | 11 | 3  | 4  | 32 | 13 | +19 | 25  |
|  |  | 9.  | Deportivo Quito       | 18 | 9  | 6  | 3  | 25 | 11 | +14 | 24  |
|  |  | 10. | Olmedo                | 36 | 5  | 13 | 18 | 25 | 30 | -5  | 23  |
|  |  | 11. | América de Quito      | 18 | 9  | 4  | 5  | 25 | 18 | +7  | 22  |
|  |  | 12. | 9 de Octubre          | 18 | 4  | 7  | 7  | 19 | 24 | -5  | 15  |

PJ = Partidos jugados; PG = Partidos ganados; PE = Partidos empatados; PP = Partidos perdidos; GF = Goles a favor; GC = Goles en contra; DG = Diferencia de gol; PTS = Puntos
|  | Ascendieron a la Serie A como Campeones.    |
|  | Ascendieron a la Serie A como Subcampeones. |
|  | Disputaron los Juegos de Promoción.         |

## Juegos de Promoción
La disputaron entre Liga de Cuenca y Olmedo, ganando el cuadro de la U cuencana.
| Ciudad | Equipo local   | Resultado     | Equipo visitante |
| --- | -------------- | ------------- | ---------------- |
| Riobamba | Olmedo         | 0 - 0         | Liga de Cuenca   |
| Cuenca | Liga de Cuenca | 1 - 1         | Olmedo           |
| Guayaquil | Liga de Cuenca | 3 (7) - 3 (6) | Olmedo           |
| Liga de Cuenca permaneció en la Serie B al ganar los Juegos de Promoción en la definición por tiros penales por marcador de 7-6, tras empatar un marcador global de 4-4 y Olmedo descendió a la Segunda Categoría de 1977. |                |               |                  |

## Goleador
| Jugador          | Equipo             | Goles |
| ---------------- | ------------------ | ----- |
| Carlos Infantino | Liga de Portoviejo | 24    |